# Liste der Baudenkmale in Wellington
Diese Liste der Baudenkmale in Wellington umfasst alle vom New Zealand Historic Places Trust als Denkmal (Historic Place Category 1, 2 oder Historic area) eingestuften Bauwerke und Flächendenkmale der neuseeländischen Stadt Wellington. Ausschlaggebend für die Angaben sind, wenn nicht anders angegeben, die Angaben im Register des NZHPT, die Schreibung der Lemmata/Bezeichnungen orientiert sich möglichst an der Namensgebung in diesem Register, soweit Artikel nicht bereits vorhanden sind. In der Liste werden auch Waihi Tapu/Waihi Tapu Area (kulturell und religiös bedeutsame Stätten und Gebiete der Māori) aufgenommen, die jedoch bislang meist nicht auf den öffentlich zugänglichen Seiten des NZHPT publiziert werden.
| Bild           | Bezeichnung                                                                         | Ort        | Anschrift                                                                              | Beschreibung                                                                        | Bauzeit    | Eintrag            | Nummer | Kat. |
| -------------- | ----------------------------------------------------------------------------------- | ---------- | -------------------------------------------------------------------------------------- | ----------------------------------------------------------------------------------- | ---------- | ------------------ | ------ | ---- |
| weitere Bilder | Pencarrow Head Lighthouse                                                           | Wellington | Pencarrow Head Karte                                                                   | Leuchtturm                                                                          | 1858       | 18. März 1983      | 0034   | 1    |
| weitere Bilder | St Mary of the Angels                                                               | Wellington | 17-27 Boulcott Street Karte                                                            | katholische Kirche                                                                  | 1922       | 6. September 1984  | 0036   | 1    |
| weitere Bilder | Old Government Buildings                                                            | Wellington | 55 Lambton Quay Karte                                                                  | frühere Regierungsgebäude                                                           | 1875–1876  | 2. Juli 1982       | 0037   | 1    |
| weitere Bilder | Old St Paul’s Cathedral                                                             | Wellington | 34 Mulgrave Street, Thorndon Karte                                                     | anglikanische Kirche                                                                | 1866       | 26. November 1989  | 0038   | 1    |
| weitere Bilder | Antrim House                                                                        | Wellington | 63 Boulcott Street Karte                                                               | Wohnhaus, Hotel                                                                     | 1904–1905  | 26. November 1981  | 0208   | 1    |
| weitere Bilder | AMP Society Building                                                                | Wellington | 86-90 Customhouse Quay Karte                                                           | Niederlassung einer Versicherung                                                    | 1928       | 1. September 1983  | 0209   | 1    |
| weitere Bilder | Ballance Statue                                                                     | Wellington | Parliament Grounds, Molesworth Street, Thorndon Karte                                  | Standbild des früheren Premierministers John Ballance                               | 1897       | 28. November 1981  | 0211   | 1    |
| weitere Bilder | Bank of New Zealand Building                                                        | Wellington | 239-247 Lambton Quay Karte                                                             | ehem. Bankfiliale                                                                   | 1901       | 7. April 1983      | 0212   | 1    |
| weitere Bilder | Bank of New Zealand Building                                                        | Wellington | 98-102 Customhouse Quay Karte                                                          | ehem. Bankfiliale                                                                   | 1884       | 7. April 1983      | 0213   | 1    |
| weitere Bilder | Cathedral of the Sacred Heart                                                       | Wellington | 40 Hill Street, Thorndon Karte                                                         | katholische Kirche                                                                  | 1901       | 2. April 1985      | 0214   | 1    |
| weitere Bilder | Cenotaph                                                                            | Wellington | Ecke Lambton Quay/Bowen Street Karte                                                   | Kenotaph                                                                            | 1929–1932  | 18. März 1982      | 0215   | 1    |
| weitere Bilder | Goldie’s Brae                                                                       | Wellington | 4 Goldies Brae, Wadestown Karte                                                        | Wohnhaus                                                                            | 1876       | 18. März 1982      | 0216   | 1    |
| weitere Bilder | Parliamentary Library                                                               | Wellington | Parliament Grounds, Molesworth Street, Thorndon Karte                                  | Neuseeländische Parlamentsbibliothek                                                | 1897–1899  | 20. Juli 1989      | 0217   | 1    |
| weitere Bilder | Government House                                                                    | Wellington | Hospital Road Karte                                                                    | Residenz des Generalgouverneurs von Neuseeland                                      | 1910       | 25. November 1982  | 0218   | 1    |
| weitere Bilder | High Court Building                                                                 | Wellington | 36-42 Stout Street Karte                                                               | Gerichtsgebäude                                                                     | 1880       | 2. Juli 1982       | 0219   | 1    |
| weitere Bilder | Haus (22 The Terrace, Wellington)                                                   | Wellington | 22 The Terrace Karte                                                                   | Wohnhaus                                                                            | 1866       | 18. März 1982      | 0220   | 1    |
| weitere Bilder | Hunter Building                                                                     | Wellington | Victoria University of Wellington, Kelburn Parade, Kelburn Karte                       | Universitätsgebäude                                                                 | 1906       | 26. November 1981  | 0221   | 1    |
| weitere Bilder | Massey Memorial                                                                     | Wellington | Point Halswell Karte                                                                   | Gedenkstätte für Premierminister William Ferguson Massey                            | 1930       | 22. November 1984  | 0222   | 1    |
| weitere Bilder | Parliament House                                                                    | Wellington | Parliament Grounds, Molesworth Street, Thorndon Karte                                  | Gebäude des neuseeländischen Parlaments                                             | 1912–1922  | 20. Juli 1989      | 0223   | 1    |
| weitere Bilder | Public Trust Office Building                                                        | Wellington | 131-135 Lambton Quay und Stout Street Karte                                            | Bürogebäude                                                                         | 1909       | 26. November 1981  | 0224   | 1    |
| weitere Bilder | Plimmer House                                                                       | Wellington | 99 Boulcott Street Karte                                                               | Wohnhaus                                                                            | 1874       | 26. November 1981  | 0225   | 1    |
| weitere Bilder | St Gerard’s Church                                                                  | Wellington | Ecke 73-75 Hawker Street/Moeller Street/Oriental Terrace, Mt Victoria Karte            | Kirche                                                                              | 1908       | 5. April 1984      | 0226   | 1    |
| weitere Bilder | St Gerard’s Monastery                                                               | Wellington | Ecke 73-75 Hawker Street/Moeller Street/Oriental Terrace, Mt Victoria Karte            | Kloster                                                                             | 1931–1932  | 5. April 1984      | 0227   | 1    |
| weitere Bilder | St John’s Church                                                                    | Wellington | 166-176 Willis Street Karte                                                            | presbyterianische Kirche                                                            | 1885       | 18. März 1982      | 0228   | 1    |
| weitere Bilder | St Peter’s Church                                                                   | Wellington | 211 Willis Street Karte                                                                | anglikanische Kirche                                                                | 1879       | 18. März 1982      | 0229   | 1    |
| weitere Bilder | Seddon Statue                                                                       | Wellington | Parliament Grounds, Molesworth Street, Thorndon Karte                                  | Standbild des Premierministers Richard Seddon                                       | 1915       | 26. November 1981  | 0230   | 1    |
| weitere Bilder | State Insurance Office Building                                                     | Wellington | 143-149 Lambton Quay Karte                                                             | Versicherungsgebäude                                                                | 1940       | 26. November 1981  | 0231   | 1    |
| weitere Bilder | Turnbull House                                                                      | Wellington | 25-27 Bowen Street, Wellington Karte                                                   | Wohnhaus von Alexander Horsburgh Turnbull, später Bibliothek                        | 1916       | 25. November 1982  | 0232   | 1    |
| weitere Bilder | Wellesley Club Building                                                             | Wellington | 2-8 Maginnity Street Karte                                                             | Clubhaus                                                                            | 1926       | 18. März 1982      | 0233   | 1    |
| weitere Bilder | Wellington Harbour Board Head Office and Bond Store                                 | Wellington | 2-3 Jervois Quay/Queens Wharf Karte                                                    | Hafenverwaltung und Zolllager, heute Wellington Museum                              | 1892       | 18. März 1982      | 0234   | 1    |
| weitere Bilder | Wellington Harbour Board Shed 11                                                    | Wellington | Customhouse Quay Karte                                                                 | ehemaliger Lagerschuppen,heute Kunstgalerie                                         | 1904       | 18. März 1982      | 0235   | 1    |
| weitere Bilder | Wellington Harbour Board Shed 13                                                    | Wellington | Customhouse Quay Karte                                                                 | ehemaliger Lagerschuppen                                                            | 1904       | 18. März 1982      | 0236   | 1    |
| weitere Bilder | Wellington Harbour Board Shed 21                                                    | Wellington | Customhouse Quay Karte                                                                 | ehemaliges Lagerhaus                                                                | 1909       | 13. März 1082      | 0237   | 1    |
| weitere Bilder | Bank of New Zealand (Te Aro Branch Building)                                        | Wellington | 79-85 Manners Street Karte                                                             | Bankfiliale                                                                         | 1913       | 24. November 1988  | 1338   | 1    |
| weitere Bilder | Red Cross Building                                                                  | Wellington | 200 Willis Street und Ghuznee Street Karte                                             | ehem. Niederlassung des Roten Kreuzes                                               | 1908       | 15. Februar 1990   | 1342   | 1    |
| weitere Bilder | Carrigafoyle                                                                        | Wellington | 195 The Terrace Karte                                                                  | Wohnhaus                                                                            | 1903       | 11. Juli 1986      | 1345   | 1    |
| weitere Bilder | Chew Cottage                                                                        | Wellington | 19 Ottawa Road, Ngaio Karte                                                            | Wohnhaus                                                                            | 1865       | 27. Juli 1988      | 1348   | 1    |
| weitere Bilder | First State House                                                                   | Wellington | 12 Fife Lane, Miramar Karte                                                            | Wohnhaus                                                                            | 1937       | 25. September 1986 | 1360   | 1    |
| BW             | Crofton                                                                             | Wellington | 21 Kenya Street, Ngaio Karte                                                           | Wohnhaus                                                                            | 1857       | 2. Mai 2013        | 1363   | 1    |
| BW             | Homewood Residence                                                                  | Wellington | 50 Homewood Avenue, Karori Karte                                                       | Wohnhaus                                                                            | 1903       | 28. Juni 1990      | 1368   | 1    |
| BW             | Homewood Croquet Pavilion                                                           | Wellington | 50 Homewood Avenue, Karori Karte                                                       | Pavillon                                                                            | 1903 (um)  | 28. Juni 1990      | 1369   | 1    |
| weitere Bilder | Prime Minister’s Residence                                                          | Wellington | 260 Tinakori Road, Thorndon Karte                                                      | Residenz des neuseeländischen Premierministers                                      | 1843       | 24. März 1988      | 1371   | 1    |
| weitere Bilder | Elliot House                                                                        | Wellington | 43 Kent Terrace Karte                                                                  | Wohnhaus                                                                            | 1913       | 20. Juli 1989      | 1377   | 1    |
| weitere Bilder | Karori Crematorium and Chapel                                                       | Wellington | Karori Cemetery, Old Karori Road, Karori Karte                                         | Krematorium und Friedhofskapelle                                                    | 1909       | 24. November 1988  | 1399   | 1    |
| weitere Bilder | MLC Building                                                                        | Wellington | 231 Lambton Quay und 33 Hunter Street Karte                                            | Büro- und Geschäftshaus                                                             | 1940       | 2. Juli 1987       | 1406   | 1    |
| weitere Bilder | Mount Cook Police Station                                                           | Wellington | 13 Buckle Street and Tasman Street, Mt Cook Karte                                      | ehemalige Polizeistation                                                            | 1893       | 21. September 1989 | 1408   | 1    |
| weitere Bilder | National Art Gallery and Dominion Museum                                            | Wellington | 7 Buckle Street, Mt Cook Karte                                                         | ehemaliges Museum                                                                   | 1936       | 28. Juni 1990      | 1409   | 1    |
| weitere Bilder | National War Memorial and Carillon                                                  | Wellington | 41 Buckle Street Karte                                                                 | Kriegsdenkmal                                                                       | 1932       | 28. Juni 1990      | 1410   | 1    |
| weitere Bilder | Haus (Willis Street, Wellington)                                                    | Wellington | 100 Willis Street und Boulcott Street Karte                                            | Wohnhaus von Henry Pollen                                                           | 1902       | 24. November 1988  | 1420   | 1    |
| weitere Bilder | Sexton’s Cottage (Former)                                                           | Wellington | 26 Bolton Street Karte                                                                 | Wohnhaus, heute Künstlerhaus                                                        | 1857       | 13. Dezember 2012  | 1427   | 1    |
| weitere Bilder | Star Boating Club Building                                                          | Wellington | Taranaki Street Wharf Karte                                                            | Bootshaus                                                                           | 1886       | 26. Juni 1990      | 1431   | 1    |
| weitere Bilder | Opera House                                                                         | Wellington | 109-117 Manners Street Karte                                                           | Opernhaus                                                                           | 1911–1914  | 27. Juni 1985      | 1432   | 1    |
| weitere Bilder | Australian Temperance and General Mutual Life Assurance Society Limited Head Office | Wellington | 203-213 Lambton Quay und 22-32 Grey Street Karte                                       | Bürogebäude                                                                         | 1928       | 28. Juni 1990      | 1435   | 1    |
| BW             | The Moorings                                                                        | Wellington | 31 Glenbervie Terrace, Thorndon Karte                                                  | Wohnhaus                                                                            | 1905       | 28. Juni 1990      | 1437   | 1    |
| BW             | The Wedge                                                                           | Wellington | 20 Glenbervie Terrace, Thorndon Karte                                                  | Wohnhaus                                                                            | 1906       | 28. Juni 1990      | 1438   | 1    |
| weitere Bilder | Thistle Inn                                                                         | Wellington | 3 Mulgrave Street/Kate Sheppard Place, Thorndon Karte                                  | Pub                                                                                 | 1865       | 27. Juli 1988      | 1439   | 1    |
| weitere Bilder | William Wakefield Memorial                                                          | Wellington | Basin Reserve, Mt Cook Karte                                                           | Gedenkstätte für William Wakefield                                                  | 1850er     | 22. Juni 2007      | 1441   | 1    |
| weitere Bilder | Nairn Street Cottage                                                                | Wellington | 68 Nairn Street und Macalpine Avenue Karte                                             | Wohnhaus, heute Museum                                                              | 1858       | 25. September 1986 | 1444   | 1    |
| weitere Bilder | Wellington East Girls’ College Main Building                                        | Wellington | Austin Street and Paterson Street, Mount Victoria Karte                                | Schule                                                                              | 1923       | 28. November 1985  | 1445   | 1    |
| weitere Bilder | Wellington Harbour Board Wharf Office Building                                      | Wellington | Jervois Quay Karte                                                                     | Bürogebäude der Hafenverwaltung                                                     | 1896       | 27. Juli 1988      | 1446   | 1    |
| weitere Bilder | Wellington Railway Station                                                          | Wellington | Bunny Street, Waterloo Quay, Featherston Street Karte                                  | Bahnhof                                                                             | 1937       | 25. September 1986 | 1452   | 1    |
| weitere Bilder | Wellington Rowing Club Building                                                     | Wellington | Taranaki Street Wharf Karte                                                            | Bootshaus/Clubhaus                                                                  | 1894       | 21. September 1989 | 1453   | 1    |
| BW             | Rita Angus Cottage                                                                  | Wellington | 194a Sydney Street West, Thorndon Karte                                                | Wohnhaus                                                                            | 1877       | 27. Juli 1988      | 2291   | 1    |
| weitere Bilder | Wellington Town Hall                                                                | Wellington | 101 Wakefield Street Karte                                                             | Rathaus/Stadthalle                                                                  | 1902–1904  | 11. Dezember 2003  | 3275   | 1    |
| weitere Bilder | St Andrew’s on the Terrace                                                          | Wellington | 28-30 The Terrace Karte                                                                | Kirche                                                                              | 1923       | 2. Juli 1987       | 3571   | 1    |
| BW             | Home of Compassion Creche                                                           | Wellington | 18 Buckle Street, Mt Cook Karte                                                        | Kinderkrippe                                                                        | 1914       | 28. Juni 1984      | 3599   | 1    |
| weitere Bilder | Missions to Seamen Building                                                         | Wellington | 7 Stout Street und Whitmore Street Karte                                               | ehemalige Seemannsmission, heute Wohnhaus                                           | 1903–1904  | 11. Juli 1987      | 3611   | 1    |
| weitere Bilder | National Bank Building, Te Aro Branch Building                                      | Wellington | 192 Cuba Street und Vivian Street Karte                                                | ehemalige Bankfiliale                                                               | 1917       | 19. März 1986      | 3634   | 1    |
| weitere Bilder | St James Theatre                                                                    | Wellington | 77-81 Courtenay Place Karte                                                            | Theater                                                                             | 1912       | 27. Juni 1985      | 3639   | 1    |
| weitere Bilder | Wellington Free Ambulance Building                                                  | Wellington | 5-9 Cable Street und Jervois Quay Karte                                                | ehemalige Ambulanz                                                                  | 1933       | 15. Februar 1990   | 3644   | 1    |
| weitere Bilder | Daisy Hill Farm House                                                               | Wellington | 15 Truscott Avenue, Johnsonville Karte                                                 | ehemaliges Wohnhaus einer Farm                                                      | 1857       | 25. September 1986 | 4110   | 1    |
| BW             | Powles House                                                                        | Wellington | 34 Wesley Road Karte                                                                   | Wohnhaus                                                                            | 1872       | 2. Juli 1987       | 4139   | 1    |
| weitere Bilder | Wesley Church                                                                       | Wellington | 75 Taranaki Street Karte                                                               | Kirche                                                                              | 1879–1880  | 28. Juni 1999      | 4422   | 1    |
| BW             | Khandallah Telephone Exchange                                                       | Wellington | 86-88 Khandallah Road, Khandallah Karte                                                | Telefonvermittlungsstelle                                                           | 1922       | 19. April 1990     | 4425   | 1    |
| weitere Bilder | Thorndon Brewery Tower                                                              | Wellington | 31-39 Murphy Street/142-148 Molesworth Street, Thorndon Karte                          | Brauerei                                                                            | 1915       | 28. Juni 1999      | 4426   | 1    |
| weitere Bilder | Truby King House                                                                    | Wellington | Manchester Terrace, Melrose Karte                                                      | Wohnhaus von Truby King                                                             | 1924       | 16. November 1989  | 4427   | 1    |
| weitere Bilder | Katherine Mansfield Birthplace                                                      | Wellington | 25 Tinakori Road, Thorndon Karte                                                       | Geburtshaus von Katherine Mansfield                                                 | 1887–188   | 11. Juli 1986      | 4428   | 1    |
| weitere Bilder | Truby King Mausoleum                                                                | Wellington | Manchester Terrace, Melrose Karte                                                      | Mausoleum für Truby King                                                            | 1941       | 15. Februar 1990   | 4430   | 1    |
| BW             | Karitane Products Society Building                                                  | Wellington | 28 Antico Street, Melrose Karte                                                        | Fabrikgebäude                                                                       | 1923–1924  | 21. September 1989 | 4431   | 1    |
| weitere Bilder | Dominion Observatory                                                                | Wellington | Rawhiti Terrace, Kelburn Karte                                                         | Observatorium                                                                       | 1907       | 25. September 1986 | 4700   | 1    |
| BW             | Spinks Cottage                                                                      | Wellington | 129 Dixon Street Karte                                                                 | Wohnhaus                                                                            | 1863       | 25. September 1986 | 4704   | 1    |
| weitere Bilder | Fort Ballance (einschließlich Fort Gordon)                                          | Wellington | Point Gordon Karte                                                                     | Küstenbefestigungsanlage                                                            | 1885–1895  | 19. Juli 1990      | 5074   | 1    |
| weitere Bilder | Aida Konditorei                                                                     | Wellington | Cuba Street 181 Karte                                                                  | ehem. Konditorei                                                                    | 1916       | 22. August 1991    | 5341   | 2    |
| BW             | Dixon Street Flats                                                                  | Wellington | 134 Dixon Street Karte                                                                 | Wohnkomplex                                                                         | 1940       | 27. Juni 1997      | 7395   | 1    |
| BW             | Old Coach Road                                                                      | Wellington | Old Coach Road, Johnsonville Karte                                                     | Landstraße                                                                          | 1856–1859  | 27. Juni 1997      | 7396   | 1    |
| weitere Bilder | Odlins Building                                                                     | Wellington | 11 Cable Street Karte                                                                  | Geschäftshaus                                                                       | 1907       | 20. Februar 1998   | 7418   | 1    |
| BW             | Berhampore Flats                                                                    | Wellington | 493-507 Adelaide Road, Berhampore Karte                                                | Wohnkomplex                                                                         | 1939       | 28. August 1998    | 7432   | 1    |
| weitere Bilder | Futuna Chapel                                                                       | Wellington | 62 Friend Street, Karori Karte                                                         | Kirche                                                                              | 1958–1961  | 28. Mai 1999       | 7446   | 1    |
| BW             | Lang House                                                                          | Wellington | 81 Hatton Street, Karori Karte                                                         | Wohnhaus                                                                            | 1948–1952  | 28. Mai 1999       | 7447   | 1    |
| BW             | Hirschfeld House                                                                    | Wellington | 49 Waiapu Road, Kelburn Karte                                                          | Wohnhaus                                                                            | 1956       | 8. Dezember 2000   | 7478   | 1    |
| weitere Bilder | Embassy Theatre                                                                     | Wellington | 9-11 Kent Terrace und 2-4 Majoribanks Street, Mt Victoria Karte                        | Kino                                                                                | 1924       | 7. Dezember 2001   | 7500   | 1    |
| BW             | Kau Point Battery                                                                   | Wellington | Kau Point, Miramar Peninsula Karte                                                     | Geschützstellung                                                                    | 1891       | 25. Juli 2004      | 7542   | 1    |
| weitere Bilder | Wrights Hill Fortress                                                               | Wellington | Wrights Hill Road, Karori Karte                                                        | Befestigungsanlage                                                                  | 1939–1944  | 25. Juni 2004      | 7543   | 1    |
| BW             | Fort Buckley Rifle Muzzle Loading Fortification                                     | Wellington | 166 Barnard Street, Wadestown Karte                                                    | Befestigungsanlage                                                                  | 1885       | 25. Juni 2004      | 7544   | 1    |
| BW             | John Street Doctors (Child Cancer Foundation House)                                 | Wellington | 27 Riddiford Street, Newtown Karte                                                     | Arztpraxis                                                                          | 1877 (ca.) | 10. September 2004 | 7570   | 1    |
| BW             | Kahn House                                                                          | Wellington | 53 Trelissick Crescent, Ngaio Karte                                                    | Bungalow im Stile der Moderne, Werk von Ernst Anton Plischke                        | 1941/1942  | 9. Dezember 2005   | 7633   | 1    |
| BW             | Lilburn House                                                                       | Wellington | 22 Ascot Street, Thorndon Karte                                                        | Wohnhaus des Komponisten Douglas Gordon Lilburn                                     | 1951       | 17. Februar 2006   | 7645   | 1    |
| weitere Bilder | Massey House                                                                        | Wellington | 126-132 Lambton Quay und 49-55 The Terrace Karte                                       | Büro- und Geschäftshaus                                                             | 1957 (bis) | 30. Juni 2006      | 7661   | 1    |
| BW             | Alington House                                                                      | Wellington | 60-62 Homewood Crescent, Karori Karte                                                  | Wohnhaus                                                                            | 1962–1964  | 22. Juni 2007      | 7698   | 1    |
| weitere Bilder | Lower Karori Dam                                                                    | Wellington | Waiapu Road, Karori Karte                                                              | Staudamm                                                                            | 1871–1874  | 14. Mai 2008       | 7750   | 1    |
| BW             | Toenga o Te Aro (Reste des Te Aro Pa)                                               | Wellington | 39-43 Taranaki Street Karte                                                            | Reste eines Pā, heute überbaut                                                      | n.a.       | 27. Juni 2008      | 7771   | 1    |
| weitere Bilder | Erskine College                                                                     | Wellington | 25-31 Avon Street, Melbourne Road und Mace Street, Island Bay Karte                    | Collegegebäude                                                                      | 1904 (ab)  | 13. August 2009    | 7795   | 1    |
| weitere Bilder | Beehive                                                                             | Wellington | New Zealand Parliament Grounds Karte                                                   | Parlamentsgebäude                                                                   | 1979       | 24. Juli 2015      | 9629   | 1    |
| weitere Bilder | All Saints Church (Anglican and Methodist)                                          | Wellington | 94 Hamilton Road und Moxham Avenue, Haitaitai Karte                                    | Kirche, anglikanische und methodistische                                            | n.a.       | 10. September 1981 | 1331   | 2    |
| weitere Bilder | Anscombe Flats                                                                      | Wellington | 212 Oriental Parade Karte                                                              | Wohnhaus                                                                            | n.a.       | 18. März 1982      | 1333   | 2    |
| weitere Bilder | Appraisal House                                                                     | Wellington | 279 Willis Street Karte                                                                | Bürohaus                                                                            | n.a.       | 18. März 1982      | 1334   | 2    |
| weitere Bilder | Ashleigh Court Private Hotel (Former)                                               | Wellington | 112-126 Riddiford Street and 1-3 Rintoul Street, Newtown Karte                         | Hotel                                                                               | n.a.       | 18. März 1982      | 1335   | 2    |
| weitere Bilder | Basin Reserve Pavilion                                                              | Wellington | Basin Reserve, Sussex Street Karte                                                     | Tribüne                                                                             | n.a.       | 18. März 1982      | 1339   | 2    |
| weitere Bilder | Braemar Flats (Former)                                                              | Wellington | 32 The Terrace Karte                                                                   | Wohnhaus                                                                            | 1924/1925  | 27. Juni 2008      | 1341   | 2    |
| weitere Bilder | Tram Shelter (Former)                                                               | Wellington | Oriental Parade Karte                                                                  | Wartehäuschen der Straßenbahn                                                       | 1904       | 2. März 2013       | 1343   | 2    |
| weitere Bilder | Cambridge Establishment (Formerly Cambridge Hotel)                                  | Wellington | 28 Cambridge Terrace Karte                                                             |                                                                                     |            |                    | 1344   | 2    |
| weitere Bilder | CBA Building                                                                        | Wellington | 328-330 Lambton Quay Karte                                                             |                                                                                     |            |                    | 1346   | 2    |
| BW             | Chevening Flats                                                                     | Wellington | 90 Salamanca Road, Kelburn Karte                                                       |                                                                                     |            |                    | 1347   | 2    |
| weitere Bilder | Children’s Dental Clinic                                                            | Wellington | 244-256 Willis Street Karte                                                            |                                                                                     |            |                    | 1350   | 2    |
| BW             | Departmental Building                                                               | Wellington | 15-21 Stout Street Karte                                                               |                                                                                     |            |                    | 1356   | 2    |
| weitere Bilder | DIC Department Store Building                                                       | Wellington | 179-193 Lambton Quay Karte                                                             | Warenhaus                                                                           |            |                    | 1357   | 2    |
| weitere Bilder | Dominion Building                                                                   | Wellington | 35 Mercer Street, 76-80 Victoria Street und Bond Street Karte                          |                                                                                     |            |                    | 1358   | 2    |
| weitere Bilder | Dominion Farmers Institute Building (Former)                                        | Wellington | 110-118 Featherston Street und 1,3,5 Maginnity Street und Ballance Street Karte        |                                                                                     |            |                    | 1359   | 2    |
| weitere Bilder | Bishop’s Court                                                                      | Wellington | 32 Mulgrave Street, Thorndon Karte                                                     |                                                                                     |            |                    | 1361   | 2    |
| BW             | Mortuary Chapel                                                                     | Wellington | 76 Old Karori Road (Main Entrance), Karori Karte                                       |                                                                                     |            |                    | 1362   | 2    |
| weitere Bilder | Franconia                                                                           | Wellington | 136 The Terrace Karte                                                                  |                                                                                     |            |                    | 1364   | 2    |
| weitere Bilder | Glendaruel                                                                          | Wellington | 316 Karori Road, Karori Karte                                                          |                                                                                     |            |                    | 1365   | 2    |
| BW             | Holy Trinity Church (Anglican)                                                      | Wellington | 639 Ohariu Valley Road, Ohariu Valley Karte                                            |                                                                                     |            |                    | 1367   | 2    |
| weitere Bilder | Hope Gibbons Building                                                               | Wellington | 7-11 Dixon St Karte                                                                    |                                                                                     |            |                    | 1370   | 2    |
| weitere Bilder | House                                                                               | Wellington | 39 Pipitea Street, Thorndon Karte                                                      |                                                                                     |            | 25. November 1982  | 1372   | 2    |
| BW             | House                                                                               | Wellington | 22 Burnell Avenue, Thorndon Karte                                                      |                                                                                     |            |                    | 1376   | 2    |
| BW             | House                                                                               | Wellington | 32 Tinakori Road Karte                                                                 |                                                                                     |            |                    | 1387   | 2    |
| BW             | House                                                                               | Wellington | 21 Salamanca Road Karte                                                                |                                                                                     |            |                    | 1388   | 2    |
| BW             | Wilton Farmhouse and Outbuildings                                                   | Wellington | 116 Wilton Road, Wilton Karte                                                          |                                                                                     |            |                    | 1390   | 2    |
| BW             | House                                                                               | Wellington | 3 Seddon Terrace, Newtown Karte                                                        |                                                                                     |            |                    | 1392   | 2    |
| BW             | House                                                                               | Wellington | 7 Seddon Terrace, Newtown Karte                                                        |                                                                                     |            |                    | 1393   | 2    |
| BW             | House                                                                               | Wellington | 61 Coromandel Street, Newtown Karte                                                    |                                                                                     |            |                    | 1394   | 2    |
| BW             | House                                                                               | Wellington | 63 Coromandel Street, Newtown Karte                                                    |                                                                                     |            |                    | 1395   | 2    |
| weitere Bilder | Inverleith Flats                                                                    | Wellington | 306 Oriental Parade, Oriental Parade Karte                                             | Apartments                                                                          |            |                    | 1396   | 2    |
| weitere Bilder | Inverlochy House                                                                    | Wellington | 3 Inverlochy Place, Te Aro Karte                                                       |                                                                                     |            |                    | 1398   | 2    |
| Boat Shed      | Boat Shed                                                                           | Wellington | Waiapu Road, Karori                                                                    |                                                                                     |            |                    | 1401   | 2    |
| weitere Bilder | Kirkcaldie & Stains Department Store Façade                                         | Wellington | 165-169 Lambton Quay Karte                                                             |                                                                                     |            |                    | 1402   | 2    |
| weitere Bilder | Ministerial Residence (Former)                                                      | Wellington | 41 Pipitea Street, Thorndon Karte                                                      | Wohnhaus von drei Premierministern (Sidney Holland, Walter Nash und Keith Holyoake) | 1927       |                    | 1405   | 2    |
|                | Mt View Asylum Garden Wall                                                          | Wellington | Government House Grounds, Dufferin Street                                              |                                                                                     |            |                    | 1407   | 2    |
| BW             | Orsini’s Restaurant                                                                 | Wellington | 201 Cuba Street Karte                                                                  |                                                                                     |            |                    | 1412   | 2    |
| BW             | Our Lady Star of the Sea Convent Chapel (Catholic)                                  | Wellington | 16 Fettes Crescent, Seatoun Karte                                                      |                                                                                     |            |                    | 1413   | 2    |
|                | Overseer’s House                                                                    | Wellington | Wellington Botanic Garden, Kelburn                                                     |                                                                                     |            |                    | 1414   | 2    |
| BW             | Pilot’s Cottage (Former)                                                            | Wellington | 229 Marine Parade, Seatoun Karte                                                       |                                                                                     |            |                    | 1416   | 2    |
| weitere Bilder | Prudential Insurance Building                                                       | Wellington | 332-340 Lambton Quay Karte                                                             | Versicherungsfiliale                                                                |            |                    | 1417   | 2    |
| weitere Bilder | Queen Margaret College Tower Building                                               | Wellington | 53 Hobson Street, Thorndon Karte                                                       | Collegegebäude                                                                      |            |                    | 1419   | 2    |
| weitere Bilder | St Barnabas Church                                                                  | Wellington | 15 Maida Vale Road, Roseneath                                                          | Kirche                                                                              | 1899       | 25. November 1982  | 1421   | 2    |
| BW             | St George’s Church Vicarage (Ang)                                                   | Wellington | 40 Ferry Street, Seatoun Karte                                                         |                                                                                     |            |                    | 1422   | 2    |
| weitere Bilder | St Mary’s College Gabriel Hall                                                      | Wellington | 15 Guildford Terrace, Thorndon Karte                                                   |                                                                                     |            |                    | 1424   | 2    |
| BW             | St Joseph’s Providence Porch, St Mary’s College                                     | Wellington | 15 Guildford Terrace, Thorndon Karte                                                   |                                                                                     |            |                    | 1425   | 2    |
| BW             | Scots College Main Block                                                            | Wellington | 38 Monorgan Road, Strathmore Karte                                                     |                                                                                     |            |                    | 1426   | 2    |
| weitere Bilder | South British Insurance Building                                                    | Wellington | 326 Lambton Quay Karte                                                                 |                                                                                     |            |                    | 1430   | 2    |
| weitere Bilder | Stonehams Building                                                                  | Wellington | 280-284 Lambton Quay                                                                   |                                                                                     |            |                    | 1433   | 2    |
| weitere Bilder | Former Taj Mahal public toilets                                                     | Wellington | Cambridge and Kent Terraces, Wellington                                                |                                                                                     |            |                    | 1434   | 2    |
| weitere Bilder | Thorndon Fire Station (Former)                                                      | Wellington | 1-4/12 Murphy Street, Thorndon                                                         |                                                                                     |            | 25. November 1982  | 1440   | 2    |
|                | War Memorial                                                                        | Wellington | Makara Road and South Makara Road, Makara                                              |                                                                                     |            |                    | 1442   | 2    |
|                | Dransfield House (Former Wellington Arts Centre)                                    | Wellington | 335 Willis Street                                                                      |                                                                                     |            |                    | 1443   | 2    |
|                | Wellington Harbour Board Iron Gates and Railings                                    | Wellington | Waterloo Quay, Customhouse Quay und Jervois Quay                                       |                                                                                     |            |                    | 1447   | 2    |
| weitere Bilder | Wellington Hotel                                                                    | Wellington | 34 Molesworth Street and Kate Sheppard Place, Thorndon                                 |                                                                                     |            |                    | 1449   | 2    |
| weitere Bilder | City Gallery Wellington                                                             | Wellington | 101 Wakefield Street, Civic Square                                                     |                                                                                     |            |                    | 1451   | 2    |
| weitere Bilder | Whitcoulls Building                                                                 | Wellington | 312-316 Lambton Quay                                                                   |                                                                                     |            |                    | 1455   | 2    |
| weitere Bilder | Stewart Dawson’s Building                                                           | Wellington | 366 Lambton Quay and Willis Street, Stewart Dawsons Corner                             |                                                                                     |            |                    | 1871   | 2    |
|                | Apartment Building                                                                  | Wellington | 300 Oriental Parade                                                                    |                                                                                     |            |                    | 2892   | 2    |
|                | Apartment Building                                                                  | Wellington | 348-352 Oriental Parade                                                                |                                                                                     |            |                    | 2893   | 2    |
| weitere Bilder | Band Rotunda                                                                        | Wellington | 245 Oriental Parade                                                                    | Musikpavillon                                                                       |            |                    | 2894   | 2    |
|                | Evans Bay Patent Slip (Former)                                                      | Wellington | 346 Evans Bay Parade, Evans Bay                                                        |                                                                                     |            |                    | 2895   | 2    |
|                | House                                                                               | Wellington | 294 Oriental Parade                                                                    |                                                                                     |            |                    | 2897   | 2    |
|                | House                                                                               | Wellington | 492 Evans Bay Parade, Evans Bay                                                        |                                                                                     |            |                    | 2900   | 2    |
|                | House                                                                               | Wellington | 10 Balmoral Terrace, Newtown                                                           |                                                                                     |            |                    | 2901   | 2    |
|                | Mansfield Court Hotel                                                               | Wellington | 277 Mansfield Street                                                                   |                                                                                     |            |                    | 2907   | 2    |
| weitere Bilder | St Patrick’s Church (Catholic) (Former)                                             | Wellington | Makara Road, Makara                                                                    | Kirche, ehemalige katholische                                                       |            |                    | 2911   | 2    |
| weitere Bilder | V.S.A. Building                                                                     | Wellington | 31-35 Pipitea Street                                                                   |                                                                                     |            |                    | 2912   | 2    |
| weitere Bilder | Kelburn Viaduct                                                                     | Wellington | Kelburn                                                                                |                                                                                     |            |                    | 3333   | 2    |
|                | Commercial Building                                                                 | Wellington | 107-109 Customhouse Quay                                                               |                                                                                     |            |                    | 3595   | 2    |
| weitere Bilder | Carter Observatory                                                                  | Wellington | Upland Road, Kelburn                                                                   |                                                                                     |            |                    | 3596   | 2    |
| weitere Bilder | Newtown Community Centre                                                            | Wellington | 7 Colombo Street and Rintoul Street                                                    |                                                                                     |            | 28. Juni 1984      | 3597   | 2    |
|                | House                                                                               | Wellington | 38A Colombo Street, Newtown                                                            |                                                                                     |            |                    | 3598   | 2    |
| weitere Bilder | Karori Tunnel                                                                       | Wellington | Chaytor Street, Karori                                                                 |                                                                                     |            |                    | 3601   | 2    |
| weitere Bilder | Northland Tunnel                                                                    | Wellington | Northland Road, Northland                                                              |                                                                                     |            |                    | 3602   | 2    |
|                | St Anne’s Church (Anglican) (Former)                                                | Wellington | 77 Northland Road, Northland                                                           |                                                                                     |            |                    | 3603   | 2    |
|                | House                                                                               | Wellington | 11 Farm Road, Northland                                                                |                                                                                     |            |                    | 3604   | 2    |
|                | House                                                                               | Wellington | 10 Farm Road, Northland                                                                |                                                                                     |            |                    | 3605   | 2    |
|                | House                                                                               | Wellington | 5 Farm Road, Northland                                                                 |                                                                                     |            |                    | 3606   | 2    |
|                | House                                                                               | Wellington | 82 Creswick Terrace, Northland                                                         |                                                                                     |            |                    | 3607   | 2    |
|                | Robin Hyde House                                                                    | Wellington | 92 Northland Road, Northland                                                           |                                                                                     |            |                    | 3608   | 2    |
| weitere Bilder | Waterloo Hotel                                                                      | Wellington | 1 Bunny Street und 29-33 Waterloo Quay                                                 |                                                                                     |            |                    | 3610   | 2    |
| weitere Bilder | Druids Chambers                                                                     | Wellington | 188 Lambton Quay und Woodward Street                                                   |                                                                                     |            |                    | 3615   | 2    |
| weitere Bilder | Rainey Collins Building                                                             | Wellington | 97 The Terrace                                                                         |                                                                                     |            |                    | 3616   | 2    |
|                | Central Police Station (Former)                                                     | Wellington | 31–35 Waring Taylor Street und 32–40 Johnston Street                                   |                                                                                     |            |                    | 3617   | 2    |
| weitere Bilder | Government Life Building (Former)                                                   | Wellington | 50-64 Customhouse Quay, 9 Brandon Street und 2-6 Panama Street                         |                                                                                     |            |                    | 3618   | 2    |
| weitere Bilder | City Meat Company Building (former)                                                 | Wellington | 2-6 Willis Street                                                                      |                                                                                     |            |                    | 3619   | 2    |
| weitere Bilder | United Fruit Company Building                                                       | Wellington | 360 Lambton Quay                                                                       |                                                                                     |            |                    | 3620   | 2    |
| weitere Bilder | Evening Post Building                                                               | Wellington | 82 Willis Street                                                                       |                                                                                     |            |                    | 3621   | 2    |
| weitere Bilder | Preston’s Building                                                                  | Wellington | 92-96 Willis Street                                                                    |                                                                                     |            |                    | 3622   | 2    |
| weitere Bilder | Hotel St George                                                                     | Wellington | 124 Willis Street                                                                      |                                                                                     |            |                    | 3624   | 2    |
| weitere Bilder | Commercial Building                                                                 | Wellington | 243-245 Cuba Street                                                                    |                                                                                     |            |                    | 3625   | 2    |
|                | Railton Hotel                                                                       | Wellington | 213 Cuba Street                                                                        |                                                                                     |            |                    | 3626   | 2    |
|                | Commercial/Retail Building (Craft Village)                                          | Wellington | 161-163 Cuba Street                                                                    |                                                                                     |            |                    | 3628   | 2    |
|                | Bristol Hotel                                                                       | Wellington | 127-129 Cuba Street                                                                    |                                                                                     |            |                    | 3629   | 2    |
| weitere Bilder | Barber Building                                                                     | Wellington | 123-125 Cuba Street                                                                    |                                                                                     |            |                    | 3630   | 2    |
| weitere Bilder | Wellington Workingmens Club Building                                                | Wellington | 107 Cuba Street                                                                        |                                                                                     |            |                    | 3631   | 2    |
| weitere Bilder | Farmers Building                                                                    | Wellington | 92-102 Cuba Street                                                                     |                                                                                     |            |                    | 3632   | 2    |
| weitere Bilder | Albemarle Hotel                                                                     | Wellington | 59 Ghuznee Street                                                                      |                                                                                     |            |                    | 3633   | 2    |
| weitere Bilder | Columbia Hotel                                                                      | Wellington | 36-38 Cuba Street                                                                      |                                                                                     |            |                    | 3636   | 2    |
| weitere Bilder | Shanghai Restaurant                                                                 | Wellington | 120-126 Courtenay Place                                                                |                                                                                     |            |                    | 3640   | 2    |
| weitere Bilder | Hooson’s Building                                                                   | Wellington | 55 Courtenay Place                                                                     |                                                                                     |            |                    | 3641   | 2    |
|                | Wellington Gas Company Building                                                     | Wellington | 60-64 Courtenay Place                                                                  |                                                                                     |            |                    | 3642   | 2    |
|                | Ford Motor Company Workshops                                                        | Wellington | 3-9 Ebor Street                                                                        |                                                                                     |            |                    | 3643   | 2    |
| weitere Bilder | Wellington Central Fire Station                                                     | Wellington | 38 Oriental Parade                                                                     |                                                                                     |            |                    | 3645   | 2    |
|                | House                                                                               | Wellington | 62 Majoribanks Street, Mt Victoria                                                     |                                                                                     |            |                    | 3647   | 2    |
|                | Friends Meeting House                                                               | Wellington | 7 Moncrieff Street, Mt Victoria                                                        |                                                                                     |            |                    | 3648   | 2    |
|                | Bus Tunnel                                                                          | Wellington | Pirie Street, Mt Victoria                                                              |                                                                                     |            |                    | 3649   | 2    |
|                | Seatoun Tunnel                                                                      | Wellington | Seatoun                                                                                |                                                                                     |            |                    | 3650   | 2    |
|                | Gazebo [Relocated]                                                                  | Wellington | früher 59 Falkirk Avenue, Seatoun                                                      |                                                                                     |            |                    | 3651   | 2    |
|                | Courtenay Market                                                                    | Wellington | 31-39 Courtenay Place, Te Aro                                                          |                                                                                     |            |                    | 3652   | 2    |
|                | House                                                                               | Wellington | 30 Roxburgh Street, Mt Victoria                                                        |                                                                                     |            |                    | 3655   | 2    |
|                | Cottage [Relocated]                                                                 | Wellington | 7 Austin Street [heute 19-21 Patterson Street], Mt Victoria,                           |                                                                                     |            |                    | 3662   | 2    |
| weitere Bilder | Queen Victoria Monument                                                             | Wellington | Kent Terrace, Cambridge Terrace                                                        |                                                                                     |            |                    | 3663   | 2    |
|                | Cottage                                                                             | Wellington | 3 Tonks Avenue [heute 7 Tonks Grove]                                                   |                                                                                     |            |                    | 3664   | 2    |
|                | Cottage                                                                             | Wellington | 1 Tonks Avenue [früher 5 Tonks Grove]                                                  |                                                                                     |            |                    | 3665   | 2    |
| weitere Bilder | House                                                                               | Wellington | 34 Aro Street                                                                          | Haus                                                                                |            |                    | 4111   | 2    |
| weitere Bilder | House                                                                               | Wellington | 36 Aro Street                                                                          | Haus                                                                                |            |                    | 4112   | 2    |
| weitere Bilder | House                                                                               | Wellington | 40 Aro Street                                                                          | Haus                                                                                |            |                    | 4113   | 2    |
|                | House (Semi-detached)                                                               | Wellington | 39 Aro Street                                                                          | Haus                                                                                |            |                    | 4114   | 2    |
| weitere Bilder | House                                                                               | Wellington | 42 Aro Street                                                                          | Haus                                                                                |            |                    | 4115   | 2    |
|                | House                                                                               | Wellington | 43 Aro Street                                                                          | Haus                                                                                |            |                    | 4116   | 2    |
| weitere Bilder | House                                                                               | Wellington | 44 Aro Street                                                                          | Haus                                                                                |            |                    | 4117   | 2    |
| weitere Bilder | House                                                                               | Wellington | 46 Aro Street                                                                          | Haus                                                                                |            |                    | 4118   | 2    |
| weitere Bilder | House                                                                               | Wellington | 125 Aro Street                                                                         | Haus                                                                                |            |                    | 4119   | 2    |
| weitere Bilder | House                                                                               | Wellington | 205 Aro Street, Aro Valley                                                             | Haus                                                                                |            |                    | 4120   | 2    |
|                | House                                                                               | Wellington | 4 Entrance Street, Taitville                                                           |                                                                                     |            |                    | 4121   | 2    |
|                | House                                                                               | Wellington | 1 Holloway Road, Mitchelltown                                                          | Haus                                                                                |            |                    | 4122   | 2    |
| weitere Bilder | World War One Memorial                                                              | Wellington | Holloway Road und Aro Street, Mitchelltown                                             | Denkmal für den Ersten Weltkrieg                                                    |            |                    | 4123   | 2    |
|                | House (Former Shop)                                                                 | Wellington | 17 Holloway Road, Mitchelltown                                                         |                                                                                     |            |                    | 4124   | 2    |
|                | House                                                                               | Wellington | 21 Holloway Road, Mitchelltown                                                         |                                                                                     |            |                    | 4125   | 2    |
|                | Studio (Former Shop)                                                                | Wellington | 32A Holloway Road, Mitchelltown                                                        |                                                                                     |            |                    | 4126   | 2    |
|                | House                                                                               | Wellington | 33 Holloway Road, Mitchelltown                                                         |                                                                                     |            |                    | 4127   | 2    |
|                | House                                                                               | Wellington | 34 Holloway Road, Mitchelltown                                                         |                                                                                     |            |                    | 4128   | 2    |
|                | House                                                                               | Wellington | 37 Holloway Road, Mitchelltown                                                         |                                                                                     |            |                    | 4129   | 2    |
|                | House (Former Shop)                                                                 | Wellington | 41 Holloway Road, Mitchelltown                                                         |                                                                                     |            |                    | 4130   | 2    |
|                | House                                                                               | Wellington | 61 Holloway Road, Mitchelltown                                                         |                                                                                     |            |                    | 4131   | 2    |
|                | House                                                                               | Wellington | 77 Holloway Road, Mitchelltown                                                         |                                                                                     |            |                    | 4132   | 2    |
|                | House                                                                               | Wellington | 79 Holloway Road, Mitchelltown                                                         |                                                                                     |            |                    | 4133   | 2    |
|                | House                                                                               | Wellington | 83 Holloway Road, Mitchelltown                                                         |                                                                                     |            |                    | 4134   | 2    |
|                | House                                                                               | Wellington | 102 Holloway Road, Mitchelltown                                                        |                                                                                     |            |                    | 4135   | 2    |
|                | House                                                                               | Wellington | 123 Holloway Road, Mitchelltown                                                        |                                                                                     |            |                    | 4136   | 2    |
|                | House                                                                               | Wellington | 1 Norway Street, Taitville                                                             |                                                                                     |            |                    | 4137   | 2    |
|                | House                                                                               | Wellington | 8 Norway Street, Taitville                                                             |                                                                                     |            |                    | 4138   | 2    |
|                | Paramount Theatre                                                                   | Wellington | 25-29 Courtenay Place                                                                  |                                                                                     |            |                    | 4160   | 2    |
| weitere Bilder | Old St Paul’s Schoolroom [Relocated]                                                | Wellington | 21-25 Kate Sheppard Place [Relocated], Thorndon                                        |                                                                                     |            |                    | 4423   | 2    |
|                | Firth House, Wellington College                                                     | Wellington | 21 Dufferin Street                                                                     |                                                                                     |            |                    | 4957   | 2    |
| weitere Bilder | House                                                                               | Wellington | 32 Aro Street                                                                          | Haus                                                                                |            |                    | 4958   | 2    |
| weitere Bilder | Hamilton Chambers                                                                   | Wellington | 199 Lambton Quay                                                                       |                                                                                     |            |                    | 4962   | 2    |
| weitere Bilder | House                                                                               | Wellington | 13 Farm Road, Northland                                                                |                                                                                     |            |                    | 4965   | 2    |
|                | House                                                                               | Wellington | 31 Holloway Road, Mitchelltown                                                         | Haus                                                                                |            |                    | 4969   | 2    |
|                | Silvio’s                                                                            | Wellington | 173 Cuba Street                                                                        |                                                                                     |            |                    | 5343   | 2    |
|                | Selera Restaurant Building                                                          | Wellington | 151 Cuba Street                                                                        |                                                                                     |            |                    | 5345   | 2    |
|                | Commercial Building                                                                 | Wellington | 141-143 Cuba Street                                                                    |                                                                                     |            |                    | 5346   | 2    |
|                | Turning Point                                                                       | Wellington | 290 Cuba Street                                                                        |                                                                                     |            |                    | 5347   | 2    |
|                | Commercial/Retail Building                                                          | Wellington | 288 Cuba St                                                                            |                                                                                     |            |                    | 5348   | 2    |
|                | Commercial Building (Former Cottage)                                                | Wellington | 282 Cuba Street                                                                        |                                                                                     |            |                    | 5349   | 2    |
|                | Commercial/Retail Building                                                          | Wellington | 276 Cuba Street                                                                        |                                                                                     |            |                    | 5350   | 2    |
|                | Commercial/Retail Building                                                          | Wellington | 274 Cuba Street                                                                        |                                                                                     |            |                    | 5351   | 2    |
|                | Normal Tattoo Studio                                                                | Wellington | 2742 Cuba Street [früherer Standort: 272 Cuba Street]                                  |                                                                                     |            |                    | 5352   | 2    |
|                | Commercial/Retail Building                                                          | Wellington | 270-272 Cuba Street [früherer Standort 289-291 Cuba Street]                            |                                                                                     |            |                    | 5353   | 2    |
|                | Commercial/Retail Building                                                          | Wellington | 297 Cuba Street                                                                        |                                                                                     |            |                    | 5354   | 2    |
|                | Commercial/Retail Building                                                          | Wellington | 301 Cuba Street                                                                        |                                                                                     |            |                    | 5355   | 2    |
|                | The VIC (Lotus Restaurant Building)                                                 | Wellington | 154-156 Cuba Street                                                                    |                                                                                     |            |                    | 5356   | 2    |
|                | Commercial Building (Artech Studios)                                                | Wellington | 216 Cuba Street                                                                        |                                                                                     |            |                    | 5357   | 2    |
| weitere Bilder | People’s Palace                                                                     | Wellington | 203-205 Cuba Street                                                                    |                                                                                     |            |                    | 5359   | 2    |
|                | Morgan’s Building                                                                   | Wellington | 197-199 Cuba Street und 149-151 Vivian Street                                          |                                                                                     |            |                    | 5360   | 2    |
|                | Krazy Ricks                                                                         | Wellington | 132 Cuba Street                                                                        |                                                                                     |            |                    | 5361   | 2    |
| weitere Bilder | Commercial/Retail Building                                                          | Wellington | 191-195 Cuba Street                                                                    |                                                                                     |            |                    | 5362   | 2    |
| weitere Bilder | Berry & Co. Photographers                                                           | Wellington | 147 Cuba Street                                                                        |                                                                                     |            |                    | 5363   | 2    |
|                | Commercial/Retail Building                                                          | Wellington | 253 Cuba Street                                                                        |                                                                                     |            |                    | 5364   | 2    |
| weitere Bilder | Maguires Building                                                                   | Wellington | 168-174 Cuba Street                                                                    |                                                                                     |            |                    | 5365   | 2    |
| weitere Bilder | Commercial/Retail Building (AGC House)                                              | Wellington | 176 Cuba Street                                                                        |                                                                                     |            |                    | 5366   | 2    |
|                | Lampard Flats                                                                       | Wellington | 284-286 Cuba Street                                                                    |                                                                                     |            |                    | 5367   | 2    |
|                | Commercial Building (Sala Thai Restaurant)                                          | Wellington | 134 Cuba Street                                                                        |                                                                                     |            |                    | 5368   | 2    |
|                | Cable Car Winding House                                                             | Wellington | Botanic Gardens, Kelburn                                                               |                                                                                     |            |                    | 5372   | 2    |
|                | Ewart Hospital Nurses’ Home (Former)                                                | Wellington | 2 Coromandel Street, Newtown                                                           |                                                                                     |            |                    | 5375   | 2    |
| weitere Bilder | Fever Hospital (Former)                                                             | Wellington | 140 Alexandra Road                                                                     |                                                                                     |            |                    | 5376   | 2    |
|                | Kennedy Buildings                                                                   | Wellington | 33-39 Cuba Street                                                                      |                                                                                     |            |                    | 5377   | 2    |
|                | Last Footwear Company                                                               | Wellington | 41-43 Cuba Street                                                                      |                                                                                     |            |                    | 5378   | 2    |
| weitere Bilder | James Smiths                                                                        | Wellington | 49-69 Cuba Street und 87-99 Manners Street, Te Aro                                     |                                                                                     |            |                    | 5379   | 2    |
|                | T.G. Macarthy Trust Building                                                        | Wellington | 58-60 Cuba Street                                                                      |                                                                                     |            |                    | 5380   | 2    |
|                | House                                                                               | Wellington | 164 Tasman Street                                                                      |                                                                                     |            |                    | 5424   | 2    |
|                | Te Ika-a-maru Pa                                                                    | Wellington |                                                                                        | Pā, befestigtes Dorf der Māori                                                      |            |                    | 6045   | 2    |
|                | Pa                                                                                  | Wellington |                                                                                        | Pā, befestigtes Dorf der Māori                                                      |            |                    | 6046   | 2    |
|                | Pits/Midden                                                                         | Wellington |                                                                                        | Gruben/Abfallhaufen                                                                 |            |                    | 6047   | 2    |
|                | Midden                                                                              | Wellington |                                                                                        | Abfallhaufen                                                                        |            |                    | 6048   | 2    |
|                | Midden/Made Soil                                                                    | Wellington |                                                                                        | Abfallhaufen/Kulturerde                                                             |            |                    | 6049   | 2    |
|                | Terraces                                                                            | Wellington |                                                                                        | Terrassen                                                                           |            |                    | 6050   | 2    |
|                | Midden                                                                              | Wellington |                                                                                        | Abfallhaufen                                                                        |            |                    | 6051   | 2    |
|                | Terraces                                                                            | Wellington |                                                                                        | Terrassen                                                                           |            |                    | 6052   | 2    |
|                | Midden                                                                              | Wellington |                                                                                        | Abfallhaufen                                                                        |            |                    | 6123   | 2    |
|                | Pa (Headland) Makara pa                                                             | Wellington |                                                                                        | Pā, befestigtes Dorf der Māori                                                      |            |                    | 6143   | 2    |
|                | Rangitatau                                                                          | Wellington | Moa Point Road, Tarakena Bay                                                           |                                                                                     |            |                    | 6158   | 2    |
| weitere Bilder | House                                                                               | Wellington | 207 Aro Street, Aro Valley                                                             |                                                                                     |            |                    | 7082   | 2    |
|                | House (Semi-detached)                                                               | Wellington | 41 Aro Street                                                                          |                                                                                     |            |                    | 7083   | 2    |
|                | House                                                                               | Wellington | 45 Aro Street                                                                          |                                                                                     |            |                    | 7084   | 2    |
|                | Waikanae Post Office                                                                | Wellington | 7A Elizabeth Street                                                                    | Postamt                                                                             |            |                    | 7125   | 2    |
|                | Commercial Building                                                                 | Wellington | 134 Willis Street                                                                      |                                                                                     |            |                    | 7200   | 2    |
| weitere Bilder | House                                                                               | Wellington | 127 Aro Street                                                                         |                                                                                     |            |                    | 7203   | 2    |
|                | Kaiwharawhara Magazine                                                              | Wellington | Ngaio Gorge, Ngaio                                                                     |                                                                                     |            |                    | 7215   | 2    |
| weitere Bilder | Randell Cottage                                                                     | Wellington | 14 St Mary St, Thorndon                                                                |                                                                                     |            |                    | 7281   | 2    |
| weitere Bilder | Shed 22                                                                             | Wellington | Cable Street/Taranaki Street                                                           |                                                                                     |            |                    | 7417   | 2    |
| weitere Bilder | Post and Telegraph Building                                                         | Wellington | Herd Street                                                                            |                                                                                     |            |                    | 7419   | 2    |
|                | General Headquarters Building (Former)                                              | Wellington | 213-215 Taranaki Street und Buckle Street, Mt Cook                                     |                                                                                     |            |                    | 7518   | 2    |
|                | Paraparaumu Airport Control Tower                                                   | Wellington | Kapiti Road, Paraparaumu                                                               |                                                                                     |            |                    | 7532   | 2    |
|                | Sydney Street Substation (Former)                                                   | Wellington | 19 Kate Sheppard Place, Thorndon                                                       |                                                                                     |            |                    | 7577   | 2    |
|                | Old Belmont to Pauatahanui Road                                                     | Wellington | Belmont Road; Normandale Road, Belmont Regional Park                                   |                                                                                     |            |                    | 7711   | 2    |
| weitere Bilder | Upper Karori Dam                                                                    | Wellington | Waiapu Road, Karori                                                                    |                                                                                     |            |                    | 7749   | 2    |
|                | Tasman Street Wall                                                                  | Wellington | Tasman Street, Mt Cook                                                                 |                                                                                     |            |                    | 7758   | 2    |
| weitere Bilder | Eastbourne Ferry Terminal Building (Former) and Ferry Wharf                         | Wellington | Waterloo Quay; Kumototo Laneway                                                        |                                                                                     |            |                    | 7807   | 2    |
|                | Albion Gold Mining Company Battery and Mine Remains                                 | Wellington | South Makara Road, Black Gully, Terawhiti Station, Makara                              |                                                                                     |            |                    | 9032   | 2    |
|                | Aro Street Historic Area                                                            | Wellington | Aro Street                                                                             |                                                                                     |            |                    | 7030   | HA   |
|                | Dominion Observatory Historic Area                                                  | Wellington | begrenzt durch North Terrace, Upland Road, Rawhiti Terrace und Salamanca Road, Kelburn |                                                                                     |            |                    | 7033   | HA   |
|                | Footscray Avenue Historic Area                                                      | Wellington | 2, 4, 6, 8 Footscray Avenue                                                            |                                                                                     |            |                    | 7034   | HA   |
|                | Government Centre Historic Area                                                     | Wellington | Bowen Street und Lambton Quay                                                          |                                                                                     |            |                    | 7035   | HA   |
|                | Oriental Parade Historic Area                                                       | Wellington | Oriental Parade                                                                        |                                                                                     |            |                    | 7039   | HA   |
|                | Truby King Historic Area                                                            | Wellington | Manchester Street, Melrose                                                             |                                                                                     |            |                    | 7040   | HA   |
|                | South Lambton Quay Historic Area                                                    | Wellington | Lambton Quay                                                                           |                                                                                     |            |                    | 7041   | HA   |
|                | Star of the Sea Historic Area                                                       | Wellington | 16 Fettes Crescent, Seatoun                                                            |                                                                                     |            |                    | 7042   | HA   |
|                | Matakitaki a Kupe Historic Area                                                     | Wellington | Palliser Bay                                                                           |                                                                                     |            |                    | 7093   | HA   |
|                | Cuba Street Historic Area                                                           | Wellington | Cuba Street                                                                            |                                                                                     |            |                    | 7209   | HA   |
|                | Basin Reserve Historic Area                                                         | Wellington | Sussex Street, Buckle Street, Ellice Street, Dufferin Street und Rugby Street          |                                                                                     |            |                    | 7441   | HA   |
|                | Red Rocks Baches                                                                    | Wellington | Wellington South Coast                                                                 | Ferienhäuser                                                                        |            |                    | 7509   | HA   |
|                | Mestanes Bay Baches                                                                 | Wellington | Wellington South Coast                                                                 | Ferienhäuser                                                                        |            |                    | 7510   | HA   |
| weitere Bilder | Wellington Botanic Garden                                                           | Wellington | 101 Glenmore Street, Thorndon                                                          |                                                                                     |            |                    | 7573   | HA   |
|                | Pauatahanui Historic Area                                                           | Wellington | Pauatahanui Inlet                                                                      |                                                                                     |            |                    | 7029   | HA   |
|                | Wright Street Houses Historic Area                                                  | Wellington | 56, 58, 60, 62, 64 Wright Street, Mt Cook                                              |                                                                                     |            |                    | 7630   | HA   |
|                | Tapu te Ranga                                                                       | Wellington | Island Bay                                                                             |                                                                                     |            |                    | 7654   | WT   |